# Thomas Bell

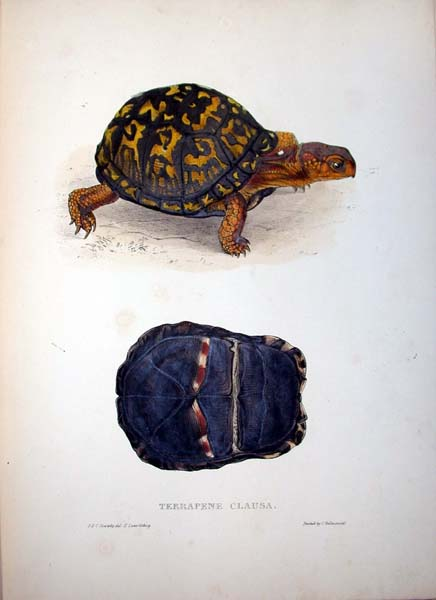
Ilustración de Bell: Terrapene clausa, del libro de Thomas Bell, A Monograph of the Testudinata

Thomas Bell FRS (11 de octubre 1792 - 13 de marzo 1880) fue un zoólogo inglés, cirujano y escritor, nacido en Poole.
Bell, como su madre Susan, mostró un gran interés por la historia natural, con el que su madre animó también al primo más joven Philip Henry Gosse.
Bell dejó Poole en 1813 para su entrenamiento como cirujano dental en Londres. Combinó dos carreras, Profesor de Zoología en la Universidad King's College de Londres en 1836 y disertando sobre anatomía en el Guy's Hospital.
Se hizo miembro del Colegio Real de Cirujanos en 1844. Fue presidente de la Sociedad linneana de Londres, en 1859.
Bell estaba en el corazón del establecimiento científico y tras el retorno de Darwin a Inglaterra, a Bell se le confiaron los especímenes de Reptilia y Crustacea coleccionados en el HMS Beagle. Era la autoridad en este campo; su libro el British Stalked-eye Crustacea es una obra maestra. Participó activamente en las teorías de Darwin sobre selección natural.
En su septuagésimo cumpleaños, Bell se retiraba a Selborne dónde mostró un gran interés por el naturalista aficionado Gilbert White. En 1877 publicó una nueva edición del libro Blanco The Natural History of Selborne. Bell falleció en Selborne en 1880.

## Trabajos
- The anatomy, physiology, and diseases of the teeth S. Highley, London 1829
- A Monograph of the Testudinata. S. Highley, Lond. 1832-1836; resume todas las tortugas, vivas y extintas. Cuarenta planchas de James de Carle Sowerby y Edward Lear online
- A history of British Quadrupeds. J. van Voorst, London 1836
- A history of Britisch Quadrupeds including the Cetacea: Illustrated by nearly 200 Woodcuts 2. Auflage, Van Voorst, London 1837; online
- A history of British reptiles. J. Van Voorst, London 1839; online
- The Zoology of the Voyage of H.M.S. Beagle. Reptiles. Smith, Elder & Co., London 1842–1843
- A History of the British Stalk-eyed Crustacea. London 1844-1853; online
- Catalogue of Crustacea in the Collections of the British Museum. Part I: Leucosiadae. Taylor and Francis, London 1855
- A monograph of the fossil malacostracous Crustacea of Great Britain. Part I. Crustace of the London Clay. Palaeontographical Society, London 1857
- Monograph of the Fossil Malacostracous Crustacea of Great Britain. Part II. Crustacea of the Gault and Greensand. Palaeontographical Society, London 1862
- The Thomas Bell Library.": The Catalogue of 15000 Volumes of Scarce & Curious Printed Books and Unique Manuscripts Comprised in the Unrivalled Library Collected by the Late Thomas Bell ... Between the Year 1797 & 1860, which Will be Sold by Auction ... by Mr. Geo. Hardcastle on Monday, 15. Oct ..., J.G. Foster, 1860;online

### Algunos artículos de revistas
- Description of a new species of Emarginula. In: Zoological J. 1: 53-53, W. Phillips, London 1824
- Remarks on the animal nature of sponges. In: Zoological J. 1: 202, W. Phillips, London 1824
- Note on the supposed identity of the genus Isodon of Say with Capromys. In: Zoological J. 1: 230-231, W. Phillips, London 1824
- Description of a new species of lizard. (Uromastix acanthinurus) In: Zoological J. 1: 457-460, W. Phillips, London 1825
- On a new genus of Iguanidae. In: Zoological J. 2: 204-208, W. Phillips, London 1825 online
- Observations on the structure of the throat in the genus Anolis. In: Zoological J. 2: 11-14, W. Phillips, London 1826; online
- A monograph of the tortoises having a movable sternum with remarks on their arrangement and affinities. In: Zoological J. 2: 299-310, W. Phillips, London 1826; online
- Description of a new species of Terrapene with further observation on T. carolina and T. maculata. In: Zoological J. 2: 484-486, W. Phillips, London 1826; online
- On Leptophina, a group of serpents comprising the genus Dryinus of Merrem and a newly formed genus proposed to be named Leptophis. In: Zoological J. 2: 322-329, W. Phillips, London 1826; online
- On the structure and use of the submaxillary odoriferous gland in the genus crocodilus. In Philosophical Transactions: 132-138, W. Nicol, London 1827
- On two new genera of land tortoises. In: Trans. of the Linn. Soc. 15: 392-401, R. Taylor, London 1827; online
- Descriptions of three new species of land tortoises. In: Zoological J. 3: 419-421, W. Phillips, London 1827
- On Hydraspis, a new genus of freshwater tortoises, of the family Emydidae. In: Zoological J. 3: 511-513, W. Phillips, London 1827
- Characters of the order, families, and genera of the Testudinata. In: Zoological J. 3: 513–516, W. Phillips, London 1828
- Descriptions of a new species of Anolius, and a new species of Amphisbaena collected by W.S. MacLeay, in the Island of Cuba. In: Zoological J. 3, W. Phillips, London 1828; online
- Description of a new species of Agama, brought from the Columbia River by Mr. Douglass. In: Trans. of the Linn. Soc. 16: 105-107, Linnean Society, London 1829; online
- Description of a new species of Phalangista. In: Zoological J. 4, R. Taylor, London 1829; online
- Description of a new genus of Reptilia of the family Scincidae. In: Zoological J. 4: 393, W. Phillips, London 1833
- Description of a new genus of Reptilia of the family of Amphisbaenidae. In: Zoological J. 5: 391-393 W. Phillips, London 1835
- Observations on the neck of the three-toed sloth, Bradypus tridactylus, Linn. In: Trans. of the Zool. Soc. of London 1: 116, London 1835
- Observations on the neck of the three-toes sloth, Bradypus tridactylus, Linn. In: Trans. of the Zool. Soc. of London 1: 113-116, Tafel 17, London 1835
- Observations on the genus Cancer of Dr. Leach (Platycarcinus, Latr.) In: Trans. of the Zool. Soc. of London 1: 335-342, Tefeln 43-47, London 1835
- Some account of the Crustacea of the coasts of South America descriptions of new genera and species: Founded principally on the collections obtained by Mr. Cuming and Mr. Miller. In: Trans. of the Zool. Soc. of London 2: 39-66 London 1835; online
- Zoological observations on a new fossil species of Chelydra from Oeningen. In: Trans. of the Geol. Soc. of London 2 ( 4): 379-381
- On the thalassina Emerii, a fossil crustacean. In: Proc. of the Geol. Soc. 4: 360-362. London 1844
- On the Thalassina Emerii, a fossil Crustacean, forwarded by Mr. W. S. Macleay, from New Holland. In: Quarterly J. of the Geol. Soc. 1 (1): 93-94, 1845
- Horae carcinologicae, or notices of Crustacea. I: a monograph of the Leucosiadae. In: Ann. and Magazine of Natural History 16: 361-367, 1855
- Horae carcinologicae, or notices of Crustacea. I: a monograph of the Leucosiadae. In: Trans. of the Linn. Soc. 21: 277-314, 30-34, 1855; online

## Abreviatura (zoología)
La abreviatura Bell  se emplea para indicar a Thomas Bell como autoridad en la descripción y taxonomía en zoología.